# آرثر أوكونور
آرثر أوكونور (بالفرنسية: Arthur O'Connor)‏ هو عسكري وضابط وسياسي فرنسي، ولد في 4 يوليو 1763 في جمهورية أيرلندا، وتوفي في 25 أبريل 1852 في لواريت في فرنسا. انتخب عضو مجلس النواب في برلمان أيرلندا وانتخب رئيس بلدية.